# Sclerocyphon secretus
Sclerocyphon secretus là một loài bọ cánh cứng trong họ Psephenidae. Loài này được Smith miêu tả khoa học đầu tiên năm 1981.